# Lhota u Skutče
Lhota u Skutče je malá vesnice, část města Skuteč v okrese Chrudim. Nachází se asi 3,5 km na severovýchod od Skutče. V roce 1931 měla obec 163 obyvatel, 34 domů, 2 mlýny a obecní knihovnu. V roce 2009 zde bylo evidováno 44 adres. V roce 2001 zde trvale žilo 68 obyvatel.
Lhota u Skutče se nachází nad údolím řeky Krounky, mezi vesnicemi Zbožnov a Doly, asi 4 km severovýchodně od centra města Skuteč. V údolí Krounky se v blízkosti vsi nachází osada Pod Lhotou.
Lhota u Skutče je také název katastrálního území o rozloze 2,79 km2.

## Historie
Na říčkami Krounkou a Novohradkou stála pravěká a středověká hradiště a dnešní Lhota je pokračováním těchto hradišť. První písemná zpráva pochází z roku 1392.

## Památky
Na návsi stojí kaplička zasvěcená svatým Petrovi a Pavlovi. Původně byla dřevěná, ale při velkém požáru roku 1850- shořela. Pravděpodobně v roce 1870 byla postavena nová kamenná, opravená v roce 1968. Na svátek Petra a Pavla se koná ve vsi pouť. Kamenná studna na návsi byla zasypána v roce 1954.
Na návsi stojí také roubený dům (Lacmanův) vedený jako kulturní památka.

## SDH Lhota
Sbor dobrovolných hasičů byl založen v roce 1942. (z knihy: Města a obce Vysokomýtska)

## Zajímavost
Ve Lhotě u Skutče se narodil Ing. Václav Daněk, CSc. (3. srpna 1930), známý pracovník ČKD Praha-Kompresory (dnes Nové Energo), tajemník Asociace strojních inženýrů (ASI), volený člen hlavního výboru Masarykovy akademie práce (MAP) a předseda pobočného spolku MA 001.
Během druhé světové války zajížděl do Skutče (na kole) velmi často za Vítězslavem Novákem pozdější slavný dirigent Rafael Kubelík. Jízdní kolo si nechal opravovat v dílnách studenty Skutečské průmyslové přípravky. Jedním z nich byl tehdy čtrnáctiletý rodák ze Lhoty u Skutče Václav Daněk. A že se zhostil této práce velmi dobře (svaření rámu) svědčí i vzpomínka na setkání obou pánů v Praze v roce 1990, kdy se Rafael Kubelík na tuto příhodu dobře pamatoval.

## Galerie

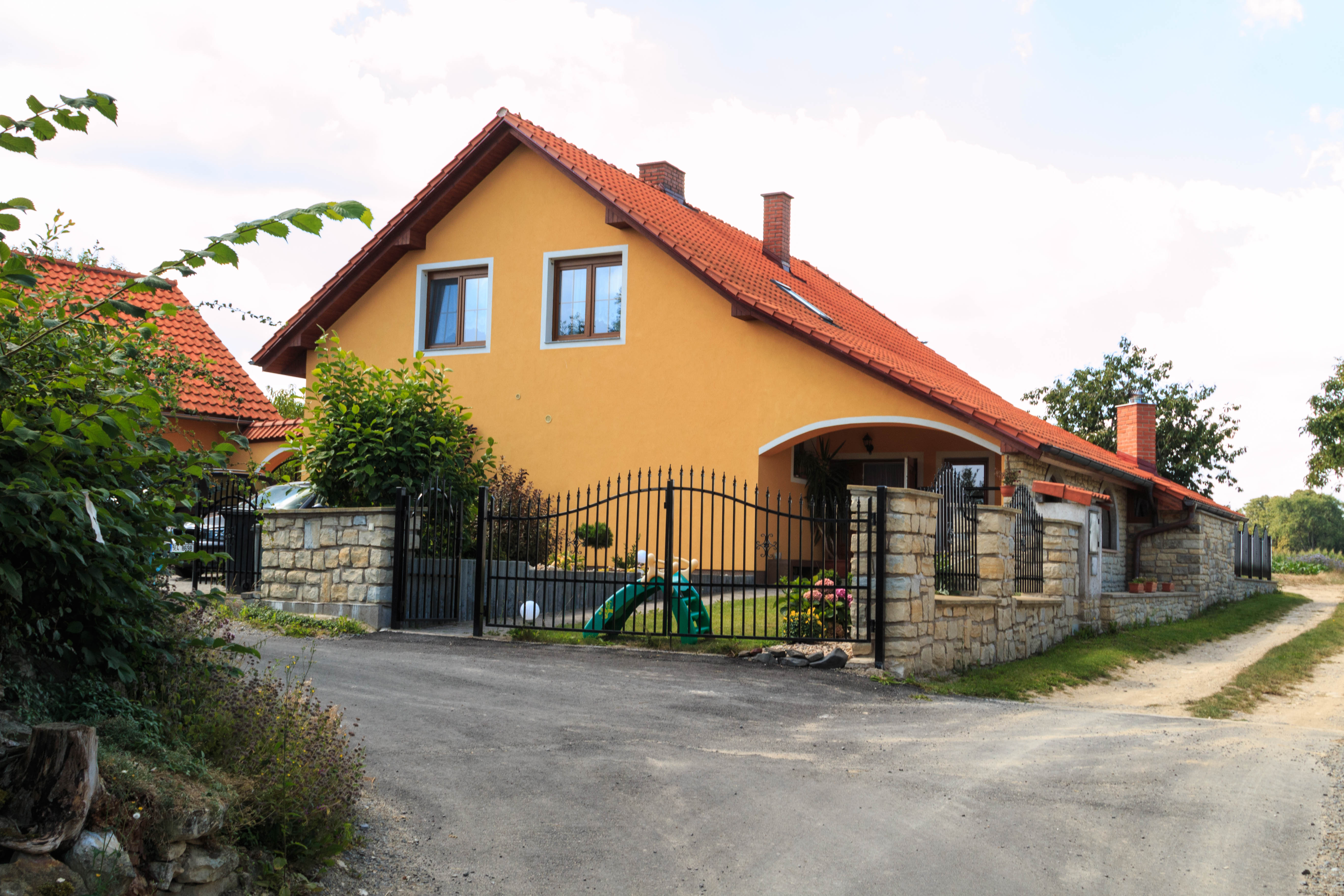
Lhota u Skutče - čp. 35
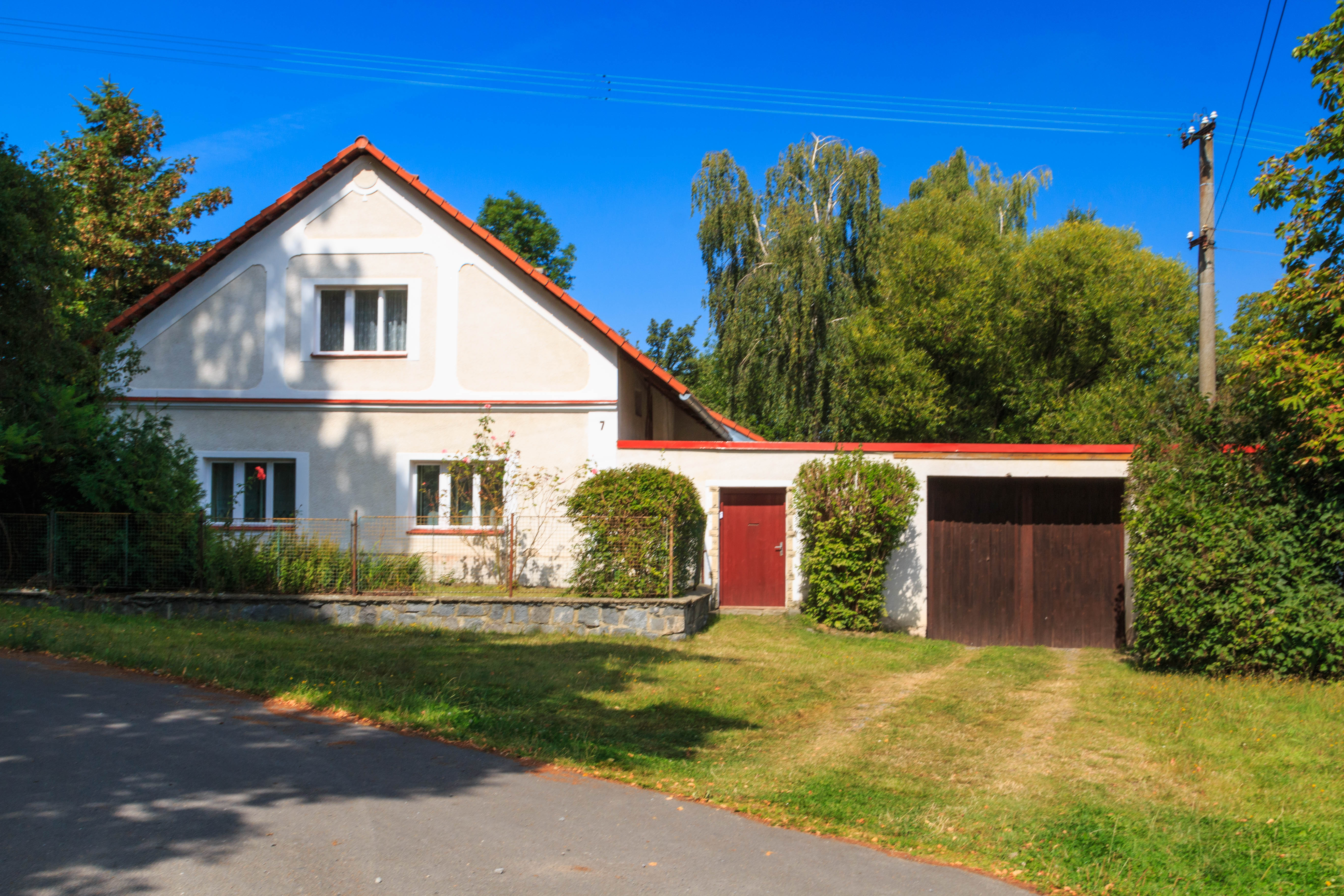
Lhota u Skutče - čp. 7
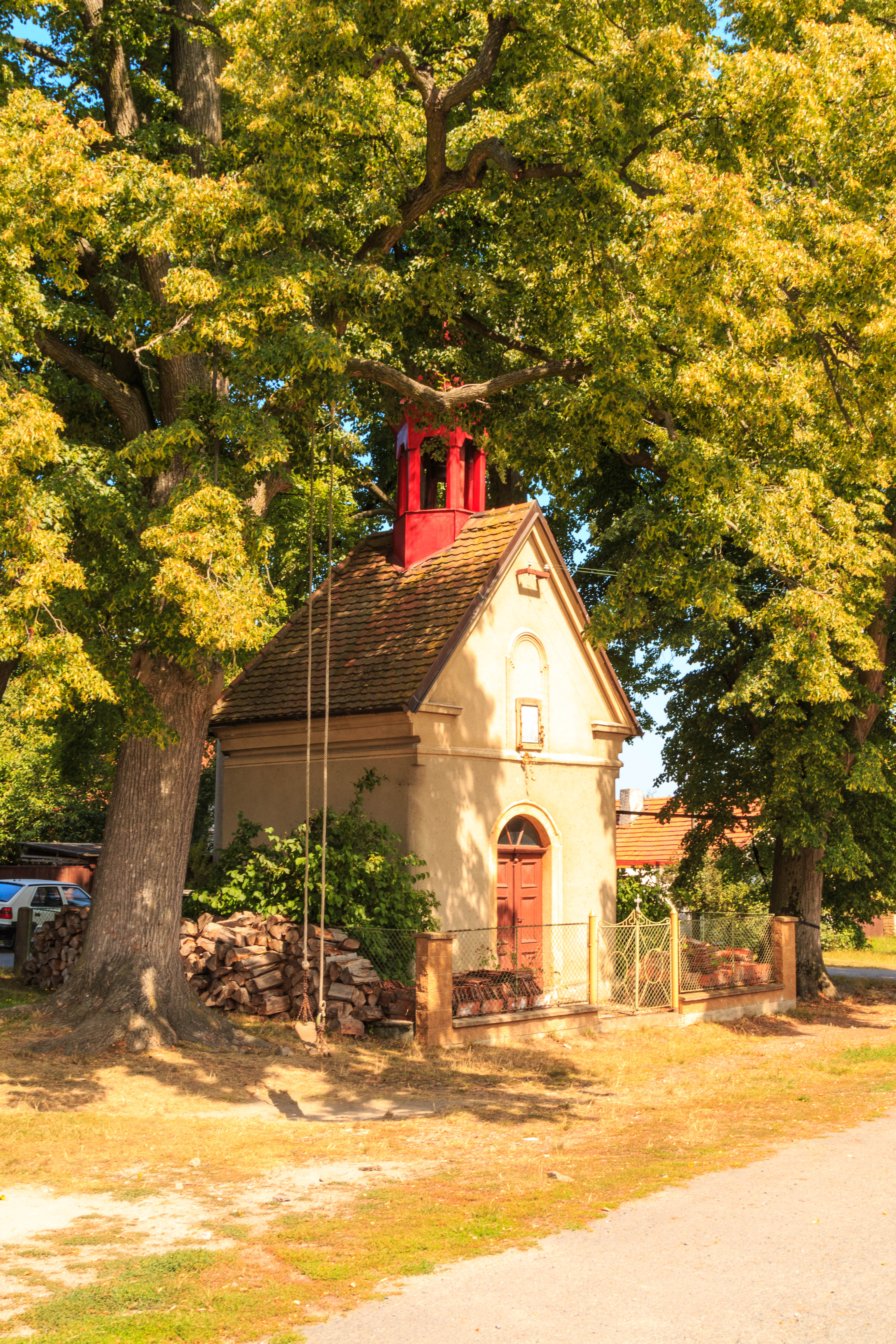
Lhota u Skutče - kaple
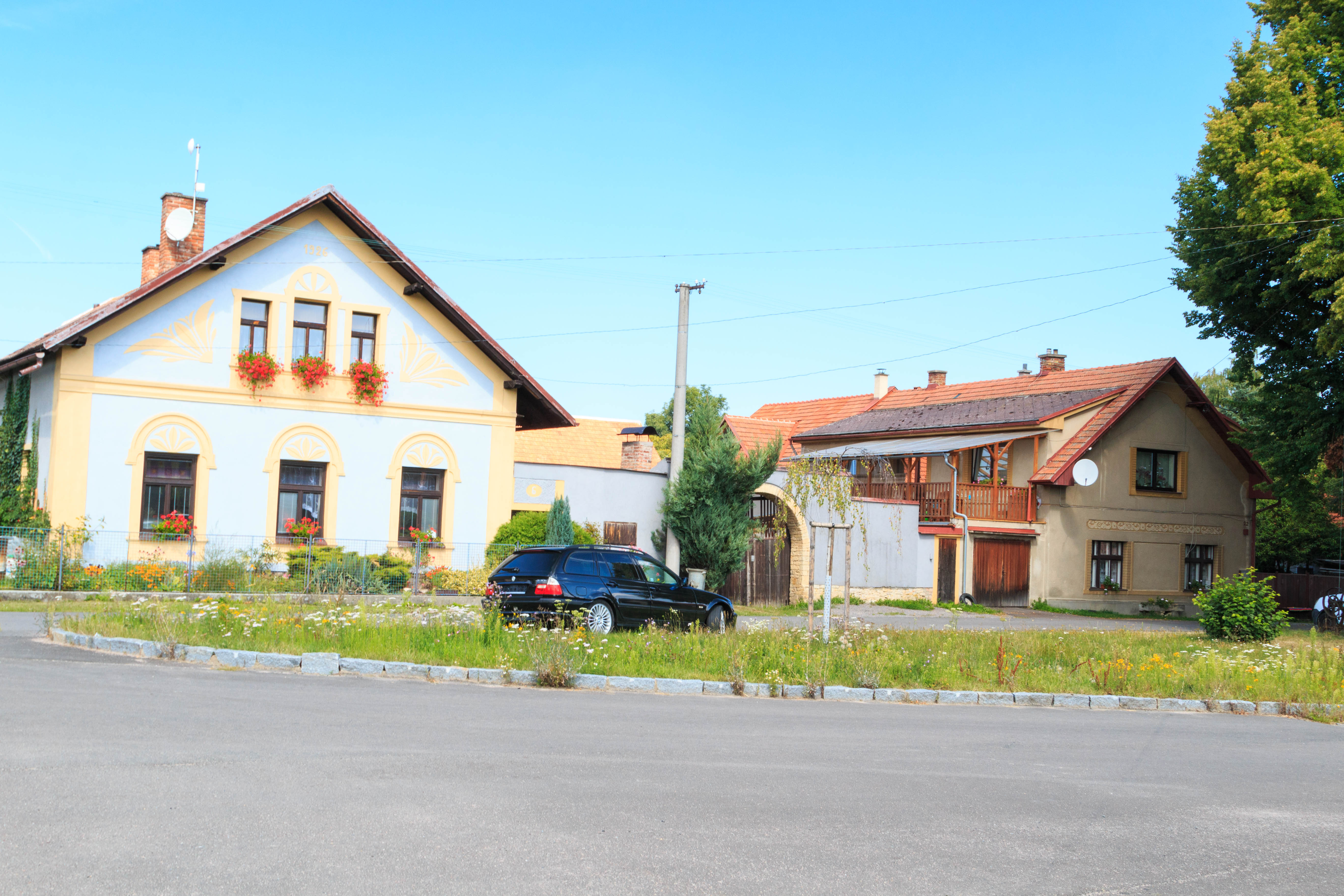
Lhota u Skutče - čp. 6